# Jakob Sporrenberg
Jakob Sporrenberg, född 16 september 1902 i Düsseldorf, död 6 december 1952 i Warszawa, var en tysk SS-Gruppenführer (generallöjtnant). Han var bland annat chef för Sicherheitsdienst (SD) i Königsberg och senare SS- och polischef i distriktet Lublin i Generalguvernementet.

## Biografi
Sporrenberg blev medlem i Schutzstaffel (SS) 1930 och kom bland annat att tjänstgöra inom Reichssicherheitshauptamt (RSHA), Nazitysklands säkerhetsministerium. I augusti 1943 efterträdde han Odilo Globocnik som SS- och polischef (SSPF) i distriktet Lublin i Generalguvernementet, den del av Polen som inte införlivades med Tredje riket. Sporrenberg var en av organisatörerna bakom Aktion Erntefest i november 1943, då omkring 42 000 judar mördades.
I slutet av andra världskriget var Sporrenberg SS- och polischef i Oslo (SSPF Süd-Norwegen), där han greps av brittiska soldater den 11 maj 1945. Så småningom utlämnades han till Polen, där han år 1950 ställdes inför rätta och dömdes till döden för krigsförbrytelser och brott mot mänskligheten. Sporrenborg stod också åtalad för mordet på 60 tyska ingenjörer, vetenskapsmän och tekniker. Han avrättades genom hängning i december 1952.

## Befordringshistorik
Jakob Sporrenbergs befordringshistorik
- SS-Sturmführer: 15 december 1930 (Efter de långa knivarnas natt 1934 fick graden benämningen SS-Untersturmführer.)
- SS-Sturmbannführer: 21 november 1931
- SS-Standartenführer: 9 november 1932
- SS-Oberführer: 9 november 1933
- SS-Brigadeführer: 30 januari 1936
- SS-Gruppenführer: 1 januari 1940
- Generalleutnant der Polizei: 7 juli 1943

## Utmärkelser
Sporrenbergs utmärkelser
- Järnkorset av andra klassen: 20 juni 1941
- Järnkorset av första klassen: 30 november 1944
- Krigsförtjänstkorset av andra klassen
- Krigsförtjänstkorset av första klassen
- Anschlussmedaljen (Medaille zur Erinnerung an den 13. März 1938)
- Sudetenlandmedaljen (Medaille zur Erinnerung an den 1. Oktober 1938)
- NSDAP:s partitecken i guld: 30 januari 1942
- NSDAP:s tjänsteutmärkelse i guld: 30 januari 1942
- Hitlerjugends gyllene hedersutmärkelse
- Tyska riksidrottsutmärkelsen i silver
- SA:s idrottsutmärkelse i guld
- SS Hederssvärd
- SS-Ehrenring (Totenkopfring)